# Lapointe (ancienne circonscription fédérale)
Pour les articles homonymes, voir Lapointe.
Lapointe fut une circonscription électorale fédérale de la région du Saguenay—Lac-Saint-Jean au Québec. Elle fut représentée de 1949 à 1979.
La circonscription a été créée en 1947 avec des parties de la circonscription de Chicoutimi. Abolie en 1976, elle fut redistribuée parmi Jonquière et Lac-Saint-Jean.

## Géographie
En 1966, la circonscription de Lapointe comprenait:
- Les villes d'Arvida, Jonquière et Kénogami
- Dans le comté de Chicoutimi, les municipalités de Laterrière, Saint-Honoré, Saint-Jean-Eudes, Saint-Jean-Vianney, Larouche, Notre-Dame-de-Laterrière, Saint-Dominique-de-Jonquière, Canton-Tremblay, Saint-David-de-Falardeau, Shipshaw, Lartigue et Plessis

## Députés
1. 1949-1953 — Jules Gauthier, PLC
2. 1953-1957 — Fernand Girard, Ind.
3. 1957-1962 — Augustin Brassard, PLC
4. 1962-1968 — Gilles Grégoire, CS
5. 1968-1979 — Gilles Marceau, PLC

- CS = Crédit social
- PLC = Parti libéral du Canada